# Watersnuffels
De watersnuffels (Enallagma) vormen een geslacht van libellen (Odonata) uit de familie van de waterjuffers (Coenagrionidae).

## Soorten
De lijst is ontleend aan World Odonata List. De Nederlandstalige namen zijn, voor zover niet voorkomend in het Nederlands Soortenregister, ontleend aan Libellen van Europa.
- Enallagma ambiguum Navás, 1936
- Enallagma anna Williamson, 1900
- Enallagma annexum (Hagen, 1861)
- Enallagma antennatum (Say, 1840)
- Enallagma aspersum (Hagen, 1861)
- Enallagma basidens Calvert, 1902
- Enallagma boreale Selys, 1875
- Enallagma cardenium Hagen, 1876
- Enallagma carunculatum Morse, 1895
- Enallagma circulatum Selys, 1883
- Enallagma civile (Hagen, 1861)
- Enallagma clausum Morse, 1895
- Enallagma coecum (Hagen, 1861)
- Enallagma concisum Williamson, 1922
- Enallagma cyathigerum (Charpentier, 1840) – Watersnuffel
- Enallagma daeckii (Calvert, 1903)
- Enallagma davisi Westfall, 1943
- Enallagma deserti Selys, 1871 – Woestijnsnuffel
- Enallagma divagans Selys, 1876
- Enallagma doubledayi (Selys, 1850)
- Enallagma dubium Root, 1924
- Enallagma durum (Hagen, 1861)
- Enallagma ebrium (Hagen, 1861)
- Enallagma eiseni Calvert, 1895
- Enallagma exsulans (Hagen, 1861)
- Enallagma geminatum Kellicott, 1895
- Enallagma hageni (Walsh, 1863)
- Enallagma laterale Morse, 1895
- Enallagma maldivense Laidlaw, 1902
- Enallagma minusculum Morse, 1895
- Enallagma novaehispaniae Calvert, 1907
- Enallagma pallidum Root, 1923
- Enallagma pictum Morse, 1895
- Enallagma pollutum (Hagen, 1861)
- Enallagma praevarum (Hagen, 1861)
- Enallagma recurvatum Davis, 1913
- Enallagma rua Donnelly, 1968
- Enallagma semicirculare Selys, 1876
- Enallagma signatum (Hagen, 1861)
- Enallagma sulcatum Williamson, 1922
- Enallagma traviatum Selys, 1876
- Enallagma truncatum (Gundlach, 1888)
- Enallagma vernale Gloyd, 1943
- Enallagma vesperum Calvert, 1919
- Enallagma weewa Byers, 1927